# 今泉賢一
今泉賢一（日语：／ Imaizumi Ken'ichi，1964年—），日本男性動畫演出家、動畫導演、動畫師、人物設計師。自由身。
之前隸屬於ARTLAND。其導演處女作是《家庭教師HITMAN REBORN！》，於2006年至2010年播出。

## 參加作品

### 電視動畫
1991年
- 意甲小旋風（日语：燃えろ!トップストライカー）（—1992年，作畫監督）

1992年
- 橘子繪日記（作畫監督）

1993年
- 家有賤龍（作畫監督）

1994年
- 飛天少女豬（作畫監督）

1995年
- 酷媽寶貝蛋（作畫監督）
- H2（作畫監督）

1996年
- 機械女神J（作畫監督）

1997年
- MAZE☆爆熱時空（演出、作畫監督）

1998年
- 開花天使（作畫監督）
- 女棒甲子園（作畫監督）

1999年
- HUNTER×HUNTER (1999年版)（作畫監督）
- 格鬥小霸王（作畫監督）
- 頭文字D Second Stage（原畫）

2000年
- 網路安琪兒（作畫監督）

2001年
- ANGELIC LAYER 天使領域（作畫監督、原畫）
- 光劍星傳EX（原畫）
- 銀河五虎將 FRACTIONS OF THE EARTH（日语：ガイスターズ FRACTIONS OF THE EARTH）（人物設定、總作畫監督）

2002年
- 飆悍射將（人物設定[1]）
- 魔法咪路咪路（演出、作畫監督、原畫）

2004年
- 勇午 ～交涉人～「俄羅斯篇」（人物設定、總作畫監督）
- 十兵衛2 -西伯利亞柳生的逆襲-（演出、作畫監督、原畫）
- 絢爛舞踏祭 The Mars Daybreak（作畫監督、原畫）
- 校園迷糊大王（原畫）

2005年
- 絕對少年（演出、作畫監督、原畫）
- 蟲師（分鏡、演出、作畫監督、原畫）

2006年
- 死神的歌謠。（作畫監督、原畫）
- 我們的存在（分鏡、演出、作畫監督、原畫）
- 家庭教師HITMAN REBORN！（—2010年，導演[2]）

2010年
- 女僕咖啡廳（分鏡）
- 變身！公主偶像（分鏡）

2011年
- 惡魔奶爸（分鏡）
- 我們仍未知道那天所看見的花名。（分鏡、演出、原畫、第二原畫）
- 歌之王子殿下 真愛1000%（主線主題動畫原畫）
- 天才黃金腦 神之謎（分鏡）
- 境界線上的地平線（分鏡）
- 魔劍姬！（總作畫監督補、作畫監督補）
- 偶像大師（分鏡）

2012年
- 聖誕之吻SS+ plus（分鏡、演出、作畫監督）
- 哆啦A夢 (2005年版)（分鏡）
- 境界線上的地平線II（分鏡）
- 蝦掰天文社 公立海老栖川高中天悶社（分鏡）

2013年
- 學生會的一存 Lv.2（導演）
- 超速變形螺旋傑特（分鏡、演出）
- Vividred Operation（分鏡）
- 魔王勇者（分鏡）
- 琴浦小姐（分鏡、原畫）
- 人魚又上鉤（原畫）
- 有頂天家族（演出、作畫監督、原畫）

2014年
- 極黑的布倫希爾德（導演[3]）
- 七大罪（分鏡、演出）
- 刀劍神域II（分鏡）
- 白箱（演出、作畫監督）

2015年
- ISUCA依絲卡（分鏡、演出）
- 夏洛特（演出、作畫監督、原畫）
- 干物妹！小埋（分鏡、演出）
- 小森同學拒絕不了！（導演）
- 學戰都市Asterisk（分鏡、演出）
- 女武神驅動 -美人魚-（分鏡）
- 全部成為F THE PERFECT INSIDER（分鏡）

2016年
- 春&夏推理事件簿 ～春太與千夏的青春～（分鏡）
- 新我們這一家（分鏡、演出、作畫監督、作畫）
- 黑骸（演出、OP演出&原畫）
- 3月的獅子（分鏡）
- TRICKSTER -來自江戶川亂步「少年偵探團」-（日语：TRICKSTER -江戸川乱歩「少年探偵団」より-）（分鏡）

2017年
- 櫻花任務（分鏡、演出）
- 劍姬神聖譚 在地下城尋求邂逅是否搞錯了什麼 外傳（分鏡）
- 天使的3P！（分鏡）
- Fate/Apocrypha（分鏡）

2018年
- BORUTO -火影新世代- NARUTO NEXT GENERATIONS-（分鏡）
- 皇帝聖印戰記（分鏡）
- 賽馬娘Pretty Derby（分鏡、演出）
- 足球小將翼 (2018年版)（—2019年，分鏡）
- LOST SONG（分鏡、演出）
- 雷頓神秘偵探社 ～卡特莉的解謎事件簿～（分鏡）
- 夢王國與沉睡中的100位王子殿下（分鏡）
- 羽球戰爭！（分鏡）
- 來自繽紛世界的明日（演出）

2019年
- 傀儡馬戲團（分鏡）
- 不愉快的妖怪庵 續（分鏡）
- 放學後桌遊俱樂部（導演[4]、分鏡）

2020年
- 貓娘樂園（分鏡）
- 王者天下 (第3系列)（—2021年，導演、分鏡）
- 球詠（分鏡）

2022年
- 王者天下 (第4系列)（導演、分鏡）
- 派對咖孔明（分鏡）
- 約會大作戰IV（分鏡）

2023年
- 關於我在無意間被隔壁的天使變成廢柴這件事（監修[5]、分鏡）

2024年
- 王者天下 (第5系列)（導演）
- 亦葉亦花（分鏡[6]）
- 戰國妖狐 千魔混沌篇（分鏡）

時期未定
- 從0位居民開始的邊境領主大人（導演[7]）

### 電影動畫
- 銀河英雄傳說：我的征途是星辰大海（1988年，動畫）
- 劇場版 銀河五虎將：命之章·光之章（日语：ガイスターズ FRACTIONS OF THE EARTH）（2001年，人物設定）
- 激鬥戰車：卡爾邦的挑戰！（2002年，特別設計、作畫監督、原畫）
- 強襲魔女 劇場版（2012年，作畫監督協力、原畫）
- 歡迎來到駒田蒸餾所（2023年，演出）

### OVA
1987年
- 真魔神傳（日语：魔神伝）（動畫）

1988年
- 銀河英雄傳說（—1989年，動畫）

1989年
- 星貓滿屋（動畫）

1990年
- 新空手道地獄變（日语：新カラテ地獄変）（原畫）

1991年
- 銀河英雄傳說 (第2期)（—1992年，作畫監督、原畫）
- 迷走王BORDER 社會賦歸篇（日语：迷走王ボーダー）（原畫）

1994年
- 銀河英雄傳說 (第3期)（—1995年，作畫監督、原畫）
- GATCHAMAN（原畫）

1996年
- 銀河英雄傳說 (第4期)（—1997年，演出、作畫監督、原畫）

1998年
- 銀河英雄傳說 外傳第1期「污名」（人物設定、演出、作畫監督、原畫）
- 銀河英雄傳說 外傳第1期「千億之星，千億之光」（演出、作畫監督、原畫）

1999年
- 銀河英雄傳說 外傳第2期「螺旋迷宮」（ED動畫）

2000年
- 銀河英雄傳說 外傳第2期「反叛者」（演出、作畫監督、原畫）
- 銀河英雄傳說 外傳第2期「奪還者」（設計協力、演出、總作畫監督、作畫監督、原畫）
- 銀河英雄傳說 外傳第2期「第三次迪亞馬特會戰」（作畫監督）

2001年
- 倒凶十將傳 第2期（日语：倒凶十将伝）（人物設定、作畫監督）

2002年
- HUNTER×HUNTER ORIGINAL VIDEO ANIMATION（作畫監督）

2010年
- 家庭教師HITMAN REBORN！Jump Festa 2009 來了！彭格列式修學旅行（分鏡）

2011年
- 改造新人類（分鏡）

### 網路動畫
- 蠟筆小新外傳 外星人vs.新之助（日语：クレヨンしんちゃん外伝 エイリアン vs. しんのすけ）（2016年，演出）
- 蠟筆小新外傳 玩具大戰（日语：クレヨンしんちゃん外伝 おもちゃウォーズ）（2016年，演出）
- 蠟筆小新外傳 帶家族之狼（日语：クレヨンしんちゃん外伝 家族連れ狼）（2017年，演出、作畫）

### 其它
- 是魔法使的話就吃味噌！（日语：魔法使いなら味噌を喰え!）（2012年，作畫監督、原畫）

## 廣播節目
- REBORN電台！ ～打穿戒指爭奪戰～（日语：リボラジ!〜ぶっちゃけリング争奪戦〜）（第30回，網路廣播）

## 相關項目
- 日本動畫師列表（日语：アニメ関係者一覧）
- ARTLAND